# Agrotis farinosa
Agrotis farinosa là một loài bướm đêm trong họ Noctuidae.